# Comuna Lîsînîci, Pustomîtî
Lîsînîci (în ucraineană Лисиничі) este o comună în raionul Pustomîtî, regiunea Liov, Ucraina, formată din satele Lîsînîci (reședința) și Pidbirți.

## Demografie
Componența lingvistică a comunei Lîsînîci
     Ucraineană (99,73%)
     Alte limbi (0,21%)
Conform recensământului din 2001, majoritatea populației comunei Lîsînîci era vorbitoare de ucraineană (99,73%), existând în minoritate și vorbitori de alte limbi.